# Podorythmie
La podorythmie est une technique de percussion utilisée dans la musique traditionnelle québécoise, acadienne et métis. Elle consiste à produire un son en tapant ses pieds contre le sol ou contre une planche, souvent en jouant d'un instrument comme le violon ou l'accordéon. Elle porte plusieurs autres appellations, dont « tapage de pied ».

## Sémantique
Le terme « podorythmie » a été inventé par l'harmoniciste et conteur Alain Lamontagne vers la fin des années 1970. Ce terme est venu remplacer un premier néologisme, « pédirythmie », dont la racine est latine tandis que la racine « podo » est grecque. Ce changement s'est effectué à la suite d'un voyage en France d'Alain Lamontagne où il a remarqué que les Français utilisaient la racine grecque. D'autres termes plus informels sont utilisés, tels que « tapement » ou « tapage de pieds », « accord de pieds » ou encore « plywood ».

## Histoire
L'origine de la podorythmie est difficile à tracer en raison du peu de documentation traitant de ce sujet et, plus largement, de la musique traditionnelle québécoise avant le XXe siècle. On en trouve cependant des mentions datant de plus d'un siècle. Ainsi, on retrouve une mention du « battement de pieds » décrit comme « l'accompagnement obligé de tout joueur populaire » dans un texte de 1908 intitulé Les violons d'autrefois, écrit par J. E. Prince. On peut également l'entendre sur divers enregistrements de musiciens traditionnels du début du XXe siècle, comme Isidore Soucy ou J. O. LaMadeleine.
Elle demeure un élément important et distinctif de la musique traditionnelle québécoise, acadienne et métisse et trouve sa place dans de nombreux projets musicaux, dans le style traditionnel ou dans d'autres styles.
En août 2022, un Record Guiness du plus grand nombre de podorythmistes jouant en simultané a été établi au centre-ville de Joliette lors de la première édition de l'évènement La Grande Cadence. On décompte 355 personnes qui ont tapé du pied suivant la technique traditionnelle durant une suite musicale de six minutes. L'évènement a servi à amasser plus de 50 000 $ pour la Fondation des Samares, dédiée à la persévérance scolaire,.

## Technique
La podorythmie est constituée de motifs rythmiques, souvent d'une valeur d'un temps, qui sont répétés de manière continue pour former le rythme de base d'une pièce, auquel on peut ajouter des variations. Les sons qui les composent sont produits avec le talon, la semelle ou encore le pied au complet.

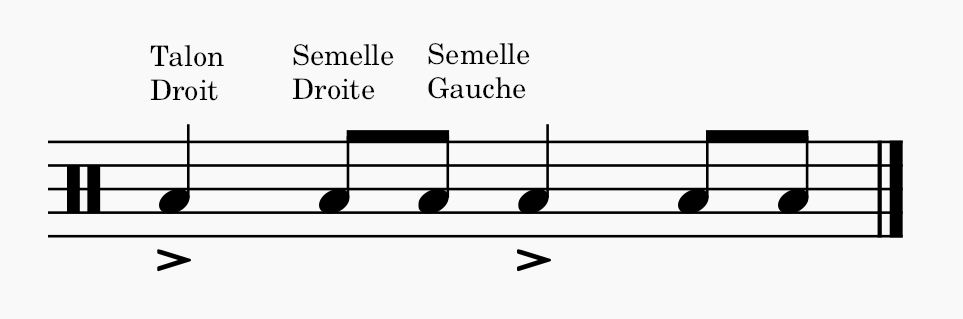
Motif rythmique commun pour accompagner un reel, comme il est souvent exécuté par un droitier.

Traditionnellement, la podorythmie est utilisée pour accompagner les reels ou les chansons binaires. Le motif rythmique le plus répandu consiste à mettre l'accent sur la première croche du temps à l'aide du talon ou du pied en entier, puis compléter en marquant la troisième et quatrième croche du temps à l'aide de l'avant de la semelle droite puis gauche (voir l'image ci-contre). Ce même motif peut cependant être produit de multiples autres façons également.
Un autre rythme répandu consiste à marquer les quatre croches du temps de manière plus ou moins égale. Il est utilisé par plusieurs musiciens, dont les violoneux Louis « Pitou » Boudreault et Édouard Richard, ou encore le guitariste André Marchand.
D'autres motifs ont été développés plus récemment pour convenir à d'autres métriques, notamment pour accompagner les mélodies en 
 (motif qui aurait été popularisé par Michel Bordeleau) ou encore le 
. Ils sont utilisés par de nombreux groupes contemporains, tels Le Vent du Nord ou encore Les Charbonniers de l'Enfer.

## Podorythmistes notables

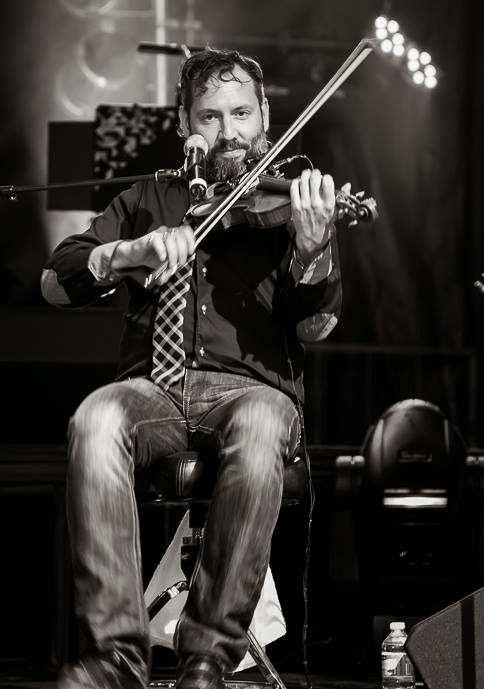
Le violoneux Olivier Demers (Le Vent du Nord) jouant du violon tout en tapant du pied.

Voici une liste de podorythmistes notables, en ordre alphabétique :
- Louise Arsenault (Barachois, Gadelle, The Roots Project)
- Albert Arsenault (Barachois, Chuck & Albert)
- Éric Beaudry (La Galvaude, Norouet, La Bottine Souriante, De Temps Antan)
- Jean-François Berthiaume (Galant, tu perds ton temps, Réveillons!)
- Michel Bordeleau (Les Charbonniers de l'enfer, La Bottine souriante, Hommage aux Aînés)
- Frédéric Bourgeois (La Volée d'Castors, La Cantinière)
- André Brunet (Le Vent du Nord, De Temps Antan)
- Arthur Coates (Arthur Coates & Kerran Cotterell, Across : Fiddlers Collective)
- André Fortin (Les Colocs) seulement sur l'album Il me parle de bonheur
- Pascal Gemme (Genticorum)
- Emmanuelle LeBlanc (Vishtèn)
- Louis-Simon Lemieux (Les chauffeurs à pieds, La Bottine Souriante)
- Gervais Lessard (Le Rêve du Diable)
- Alain Lamontagne
- André Marchand (Les Charbonniers de l'enfer, La Bottine souriante, Grosse Isle)
- Isaël McIntyre (Le Bal à l'Huile, Musique à Bouches, le Trio des Cantons)
- Fred Pellerin
- Nicolas Pellerin (Les Grands Hurleurs)

## Utilisation dans d'autres traditions musicales
La podorythmie, historiquement associée aux communautés francophones d'Amérique du Nord, est aujourd'hui également adoptée par des musiciens d'ailleurs, qui l'ont intégrée à leurs traditions musicales respectives.
Citons comme exemple la France avec Manu Savinelli (Mes Souliers sont rouges, Le Diabl' dans la fourche, Les Dépanneurs), François Boros (Mes souliers sont rouges), et l'Italie avec Andréa Capezzuoli (Andrea Capezzuoli e Compagnia), ou encore la Suède avec Nisse Blomster (Spöket i Köket).